# Saubrigues
Saubrigues (okzitanisch: Saubrigas) ist eine französische Gemeinde mit 1605 Einwohnern (Stand: 1. Januar 2022) im Département Landes in der Region Nouvelle-Aquitaine. Sie gehört zum Arrondissement Dax und zum Kanton Pays Tyrossais. Die Einwohner werden Saubriguais(es) genannt.

## Geographie
Die Gemeinde Saubrigues liegt etwa 23 Kilometer südwestlich von Dax, zwölf Kilometer östlich der Atlantikküste. Umgeben wird Saubrigues von den Nachbargemeinden Saint-Vincent-de-Tyrosse im Norden, Saint-Jean-de-Marsacq im Osten, Saint-Martin-de-Hinx im Südosten und Süden, Saint-André-de-Seignanx im Südwesten, Orx im Westen sowie Bénesse-Maremne im Nordwesten.

## Bevölkerungsentwicklung
| Jahr                       | 1962 | 1968 | 1975 | 1982 | 1990 | 1999 | 2006 | 2014 | 2021 |
| -------------------------- | ---- | ---- | ---- | ---- | ---- | ---- | ---- | ---- | ---- |
| Einwohner                  | 798  | 757  | 687  | 764  | 887  | 1076 | 1213 | 1383 | 1571 |
| Quellen: Cassini und INSEE |      |      |      |      |      |      |      |      |      |

## Sehenswürdigkeiten
- Kirche Saint-Pierre aus dem 12. Jahrhundert

## Gemeindepartnerschaft
Mit der französischen Gemeinde Le Ferré im Département Ille-et-Vilaine (Bretagne) besteht eine Partnerschaft.